# Robyn Grey-Gardner
Robyn Grey-Gardner   (valor desconegut, 6 de setembre de 1964) és una ex-remadora australiana que va competir durant la dècada de 1980.
El 1984 va prendre part en els Jocs Olímpics de Los Angeles, on guanyà la medalla de bronze en la competició del quatre amb timoner del programa de rem. Formà equip amb Karen Brancourt, Margot Foster, Susan Chapman i Susan Lee. En el seu palmarès també destaquen una medalla d'or i una de plata als Jocs de la Commonwealth.